# Harur
Harur é uma panchayat (vila) no distrito de Dharmapuri, no estado indiano de Tamil Nadu.

## Geografia
Harur está localizada a 12° 04′ N, 78° 30′ L. Tem uma altitude média de 350 metros (1148 pés).

## Demografia
Segundo o censo de 2001,  Harur  tinha uma população de 20,346 habitantes. Os indivíduos do sexo masculino constituem 50% da população e os do sexo feminino 50%. Harur tem uma taxa de literacia de 75%, superior à média nacional de 59.5%: a literacia no sexo masculino é de 82% e no sexo feminino é de 68%. Em Harur, 12% da população está abaixo dos 6 anos de idade.